# Земља Дембелија
Земља Дембелија је средњовековна митска земља изобиља, замишљено место удобности и лакоће где бреме средњовековног сељачког живота не постоји. 